# 曾倜
曾倜（？年—？年），字日生，四川成都府井研縣人，明朝政治人物。

## 生平
萬曆四十三年（1615年）乙卯科四川鄉試舉人，萬曆四十七年（1619年）己未科易一房會試第176名，未廷試，歷任湖廣襄陽府推官、江西道試監察御史、河南廵按御史。辛亥起補山東道。